# Восстание мумии
«Восстание мумии» (англ. Dawn of the Mummy, иное название «Рассвет мумии») — фильм ужасов 1981 года египетского режиссёра Фрэнка Аграма.

## Сюжет
Трое расхитителей обнаруживают в пустыне Египта гробницу и взрывом проделывают в неё вход. Здесь они вместо многочисленных сокровищ обнаруживают лишь тысячелетнюю мумию. Вскоре в эту же гробницу пробирается съёмочная группа из Нью-Йорка, которая прибыла сюда для того, чтобы поснимать моделей. Грабители прикидываются археологами, обследующими мумию. В это же время из-за яркого освещения мумия начинает дымиться и пробуждаться к жизни. Помимо этого к жизни приходят и другие мумии, которые были зарыты вокруг гробницы в песке. Пробудившись, мумия начинает расправляться с находящимися в гробнице людьми, а затем, вместе с другими ожившими, надвигается на поселения египтян.

## В ролях
- Бренда Кинг — Лиза
- Барри Сэттлс — Рик
- Джордж Пек — Билл
- Джон Сальво — Гэри
- Эллен Фейхон — Мелинда

## Художественные особенности
Мумии в фильме имеют большую схожесть с зомби. В частности, они схожим образом пробуждаются из песков, медленно двигаются с вытянутыми руками, нападают на людей и питаются их плотью.